# Vladislav Artémiev
Vladislav Mikhàilovitx Artémiev (en rus: Владисла́в Миха́йлович Арте́мьев; nascut el 5 de març de 1998 a Omsk) és un jugador d'escacs rus que té el títol de Gran Mestre des del 2014 a l'edat de 15 anys, 10 mesos i 11 dies.
A la llista d'Elo de la FIDE del desembre del 2021, hi tenia un Elo de 2700 punts, cosa que en feia el jugador número 11 (en actiu) de Rússia, i el número 37 del món. El seu màxim Elo va ser de 2761 punts, a la llista del juny de 2019.

## Resultats destacats en competició
Vladislav Artémiev va néixer a Omsk al sud-oest de Sibèria, i als sis anys va aprendre a jugar als escacs. El 2013 a Sotxi fou campió juvenil de Rússia, en un torneig en què hi participava Aleksandra Goriàtxkina, que fou segona.
Per mitjà del Campionat d'Europa individual de 2014, obtingué una plaça per a participar en la Copa del Món de 2015 on eliminà a Surya Shekhar Ganguly a la primera ronda i fou eliminat a la segona romnda per Radosław Wojtaszek.
El febrer del 2015 fou 2n-5è a l'Obert de Moscou amb 7 punts de 9 empatat amb Tigran L. Petrossian, Francisco Vallejo i Anton Kórobov (el campió fou Ernesto Inàrkiev). El juny de 2016 fou quart a la Copa del President del Kazakhstan, de semiràpides, celebrada a Almaty (el campió fou Farrukh Amonatov).
El març de 2019 va guanyar el Campionat d'Europa individual a Skopje, per damunt de Nils Grandelius. També el març de 2019 fou membre de l'equip rus que va quedar primer al Campionat del món per equips a Astanà.